# Thanadelthur
Thanadelthur, née vers 1697 et décédée en 1717, est une interprète et négociatrice autochtone Tchipewyan, connue pour son rôle dans la négociation de traités entre les Cris, les Dénés et la Compagnie de la Baie d'Hudson. Favorisant un important développement culturel chez les Tchipewyans, elle joue un rôle crucial dans l'expansion du commerce de fourrure près de la rivière Churchill au Manitoba. Son existence est marquée par plusieurs aventures, notamment son enlèvement par des Cris. Parmi ses nombreuses responsabilités, on compte les tâches d'enseignante, d'interprète et de guide. Négociatrice habile, elle parvient à instaurer la paix entre les Tchipewyans et les Cris.

## Contexte historique
Au XVIIIe siècle, dans le territoire correspondant aujourd'hui au Manitoba, les tensions s'accroissent avec l'arrivée récente de colons anglais. Les rivalités autochtones s'intensifient, alimentées par la fourniture d'armes aux alliés anglais. Les Cris, armés par les Anglais, agrandissent leur territoire au détriment des Tchipewyans, déclenchant une quête généralisée pour l'accès au commerce des armes à feu,.

## Vie et voyages

### Naissance
Thanadelthur naît en 1697 dans le nord du Manitoba et appartient à la tribu autochtone des Tchipewyans, membre des nations dénées. Son nom, qui signifie « secousse de martre », fait référence à un petit mammifère. 

### Premier voyage - Enlèvement
En 1713, à environ 16 ans, Thanadelthur est capturée par des Cris lors d'une attaque contre sa tribu Tchipewyan. Elle est emmenée loin de sa terre natale, marquant ainsi son premier voyage. Durant sa captivité, Thanadelthur apprend à parler la langue Cri. À l'automne 1713, elle parvient à s'échapper avec une autre femme pour retrouver leur peuple.

### Deuxième voyage - Rencontre avec James Knight et William Stuart
Quittant les Cris, Thanadelthur entreprend un long périple à la recherche de sa tribu. Sa compagne décède en cours de route, laissant Thanadelthur poursuivre seule. En novembre 1714, retrouvée par la Compagnie de la Baie d'Hudson, elle est conduite à James Knight à York Factory qui la persuade de contribuer à résoudre les conflits entre les Cris et les Tchipewyans. Agissant comme interprète et guide pour William Stuart, elle facilite le commerce entre sa tribu et les Anglais, estimant que ce commerce pourrait être profitable pour les Tchipewyans aussi. Durant sa collaboration avec la Compagnie de la Baie d'Hudson, un deuxième surnom lui est attribué, « Femme esclave Jeanne », en l'honneur de Jeanne d'Arc et en raison de son enlèvement qui l'a rendue victime d'esclavage,. Il est également possible que le terme esclave faisait plutôt référence à la nation Dénée des Slavey.

### Troisième voyage - Expédition de paix
Travaillant avec James Knight, Thanadelthur dirige une expédition pour établir la paix entre les Cris et les Dénés (1715 - 1716). Malgré des défections parmi les voyageurs, elle persiste. Arrivé près du village Déné, elle demande à son équipe de l'attendre pour qu'elle puisse chercher les membres de son peuple. Après dix jours d'attente, elle revient avec son peuple, concluant un accord de paix. Un an plus tard, elle contribue ensuite à la construction d'un poste de traite à Churchill, favorisant le développement de la Compagnie de la Baie d'Hudson ainsi que la nation Tchipewyan.

## Décès
Thanadelthur décède d'une fièvre le 5 février 1717 à York Factory. Son décès plonge James Knight et William Stuart dans le deuil. Knight, impressionné par sa passion et son courage, exprime sa perte dans son journal : 

« ...ce matin, l'esclave du Nord a quitté notre monde après quelque sept semaines de maladie… Elle était douée d’une très belle âme, d’un grand courage et de la plus farouche détermination que j’ai rencontrée dans ma vie... et je suis certain que sa mort constitue une terrible perte pour la Compagnie... C’est la plus belle journée que nous ayons eu cette saison, mais aussi la plus triste en raison de son décès ». »

Après la mort de Thanadelthur, Knight part en quête d'or et disparaît. Son décès ne sera confirmé que 50 ans plus tard, lorsque Samuel Horn retrouve les épaves des bateaux de James Knight, ayant fait naufrage sur des rochers au nord de Churchill. William Stuart, quant à lui, est affligé par la perte de sa compagne de mission ; il meurt en 1718.

## Impact à long terme et héritage
L'établissement de la paix par Thanadelthur favorise l'expansion de la Compagnie de la Baie d'Hudson et facilite l'intégration des Européens dans les tribus autochtones. De plus, le traité de paix entre les Cris et les Dénés entrainera une période de paix qui se prolongera jusqu'aux années 1760.

## Honneurs
En 2000, le Canada la reconnaît comme une personne d'importance historique nationale, et sa contribution est honorée à Churchill par un sentier nommé Thanadelthur. Sa vie est également commémorée dans les journaux de la Compagnie de la Baie d'Hudson et les traditions orales des Dénés.
L'astéroïde (88786) Thanadelthur est nommé en son honneur.

## Présence dans les médias
Un livre nommé Running West écrit par James Archibald Houston met en vedette le personnage de Thanadelthur. Le livre retrace les événements
importants de sa vie.
De plus, le musicien canadien Mike Ford (en) enregistre une chanson : Thanaldelthur sur son deuxième album Canada Needs You.